# 查汝强
查汝强（1925年—1990年），曾用名查如彭，男，江苏宜兴人，中国自然辩证法专家，曾任中国社会科学院哲学研究所研究员、博士生导师。